# Tetragnatha moua
Tetragnatha moua är en spindelart som beskrevs av Gillespie 2003. Tetragnatha moua ingår i släktet sträckkäkspindlar, och familjen käkspindlar. Inga underarter finns listade i Catalogue of Life.